# Antoine Pierre Khoraiche
El patriarca Moran Mor Antoine III Pierre o Antonios III Boutros Khoraiche o Khreich (àrab: أنطون بطرس خريش, Anṭūniyūs Buṭrus Ḫurayx) (Ain Ebel, 20 de setembre de 1907 - Beirut, 19 d'agost de 1994) va ser un sacerdot catòlic maronita, patriarca d'Antioquia i tot l'Orient des de 1975 fins a la seva dimissió, l'any 1986, i cardenal de l'Església Catòlica.

## Biografia
El patriarca Antoine Khoraiche va néixer el 20 de setembre de 1907 a Ain Ebel, un petit poble del sud del Líban. Va ser un alumne distingit de l'escola primària local del poble, i la seva devoció a la seva fe el va portar als 13 anys a Roma on va començar els seus estudis filosòfics i teològics a la Pontifícia Universitat Urbana. Es va doctorar en filosofia als 16 anys i va tornar a Beirut, on va continuar els seus estudis teològics postdoctorals a la Université Saint-Joseph.

### Sacerdoci
Va ser ordenat sacerdot pel patriarca maronita d'Antioquia, Anthony Peter Arida a la catedral de Tir al sud del Líban el 12 d'abril de 1930, on també va ensenyar a l' escola catòlica local. De 1930 a 1940, també va ser professor de l'escola Sagesse de Beirut ensenyant filosofia i apologètica, vicari patriarcal de Palestina de 1936 a 1940 i president del tribunal maronita de Terra Santa . Va ser nomenat vicari general de l'arxidiòcesi de Tir dels maronites, i va servir allà des de 1940 fins a 1950.

### Episcopat
El 25 d'abril de 1950 el papa Pius XII el va nomenar bisbe auxiliar de Sidó dels maronites i bisbe titular de Tars dels maronites, i el 15 d'octubre de 1950 va ser consagrat com a tal pel patriarca Antoine Pierre Arida i els seus co-consagradors foren Ignace Ziadé, arxieparca d'Alep, i François Ayoub, arxieparca de Xipre. A partir de 1955 també va ser administrador apostòlic de Sidó. El 25 de novembre de 1957, va ser nomenat eparca de Sidó dels maronites. Com a bisbe, va assistir a quatre temporades del Concili Vaticà II del 1962 al 1965. Va esdevenir administrador delegat del Patriarcat d'Antioquia dels Maronites el 1974. També va ser delegat episcopal dels seminaris maronites i president de la comissió executiva de l'Assemblea inter-ritual de Patriarques i Bisbes del Líban.

### Patriarcat
Va ser elegit patriarca d'Antioquia i de tot l'Orient el 3 de febrer de 1975, després de la mort de l'anterior patriarca. La seva confirmació com a Patriarca la va fer la Santa Seu el 15 de febrer de 1975. Com a patriarca, va assistir a la IV Assemblea Ordinària del Sínode Mundial dels Bisbes a la Ciutat del Vaticà el 30 de setembre de 1977. El patriarca Khoraish va ser de 1975 a 1985 president del sínode de l'Església maronita i president de l'Assemblea de Patriarques i Bisbes Catòlics al Líban. Durant el seu Patriarcat, el beat Charbel Makhluf va ser declarat sant de l'Església Universal en una imponent cerimònia a la basílica de Sant Pere de Roma el 9 d'octubre de 1977.

### Cardenal
El 2 de febrer de 1983 va ser el segon patriarca maronita a ser creat cardenal. Va ser, com de costum dels patriarques catòlics orientals, com a resultat del motu proprio Ad purpuratorum patrum collegium, cardenal bisbe sense ser-li concedida una diòcesi suburbicaria. Com a cardenal, va assistir a la VI Assemblea Ordinària del Sínode Mundial dels Bisbes a la Ciutat del Vaticà el 29 de setembre de 1983. La germana Rafqa Pietra Choboq Ar-Rayès (també coneguda com a santa Rafka), monja libanesa de Hamlaya, va ser declarada beata a la basílica de Sant Pere el 17 de novembre de 1985.
El 3 d'abril de 1986 va dimitir com a patriarca maronita d'Antioquia. Va morir el 19 d'agost de 1994 a Beirut i va ser enterrat a la seu del Patriarcat catòlic maronita a Bkerké.